# Assertivité
L’assertivité, ou comportement assertif, est un concept de la première moitié du XXe siècle introduit par le psychologue new-yorkais Andrew Salter (en)[réf. à confirmer] désignant la capacité à s’exprimer et à défendre ses droits sans empiéter sur ceux d'autrui. Il a été développé à partir de 1958 par Joseph Wolpe, psychiatre et professeur de médecine américain, qui le décrivait comme une « expression libre de toutes émotions vis-à-vis d’un tiers, à l’exception de l’anxiété ». Plusieurs ouvrages de vulgarisation ont été publiés dans la seconde moitié du XXe siècle pour faire la promotion de l’assertivité, en particulier dans le cadre du développement personnel.

## Origines
Le mot assertivité vient de l’anglais assertiveness, substantif formé à partir du verbe « to assert » : affirmer, assertion, s’affirmer, défendre ses droits, défendre son opinion. Assertiveness peut se traduire en français par affirmation de soi.
Le premier ouvrage en français sur l'assertivité est "Comment s’affirmer – l’assertivité au quotidien" d'Éric Schuler (édition d’Organisation, 1992).

## Définition
L’assertivité est considérée comme l’art de faire passer un message difficile sans passivité mais aussi sans agressivité.
Certaines écoles de pensée proposent des variations de cette définition comme dans les principes de l’honnêteté radicale ou encore de l’École de Palo Alto qui prônent que l’on doit toujours dire ce que l’on pense.
Dans le cadre des relations humaines, l’assertivité est présentée comme un comportement qui s’appuie sur le refus d’avoir recours à trois comportements types à effets négatifs :
- les comportements d’agression (ou de domination par la force) ;
- les comportements de soumission, qui peuvent se matérialiser par la fuite ou l’abandon ;
- les comportements de manipulation (ou de domination par la ruse), parfois exprimés sous forme de manipulations mentales.

Le choix d’un comportement assertif suivra l’adoption de la « position de vie » correspondante.
L’assertivité est étudiée dans des domaines tels que la psychologie sociale ou le management.

## Applications
Considérée comme fondamentale pour la communication non violente, elle produirait un effet d’entraînement sur le ou les interlocuteurs et permettrait d’accroître la qualité de la relation et la compréhension mutuelle[source insuffisante], tout en enclenchant un cercle vertueux.
Bien que l’assertivité ne soit pas une technique mais une attitude, elle permettrait de développer des techniques pour la mettre en œuvre.

### Management
Les compétences liées à l’assertivité sont[réf. non conforme] :
- se respecter et se faire respecter ;
- développer une bonne assurance personnelle ;
- identifier ses attitudes les plus fréquentes ;
- savoir faire face à des comportements passifs, agressifs et manipulateurs ;
- communiquer efficacement.

### Techniques considérées comme assertives
La technique dite du fogging consiste à commencer par trouver un terrain d’entente en isolant des points sur lesquels un accord est possible, avant de contredire la partie du discours à laquelle on s’oppose[réf. souhaitée].
La technique dite du « disque rayé » consiste simplement à répéter une requête à chaque fois que l’on est confronté à une résistance illégitime. Le terme évoque les disques microsillons dont la surface rayée reproduit en boucle la même séquence sonore indéfiniment. L’un des inconvénients de cette pratique est que la requête perd de sa force à mesure qu’elle est répétée, ce qui peut alors se retourner contre son utilisateur qui doit avoir à sa disposition des mesures répressives[réf. souhaitée]. Un autre inconvénient est que, à l’inverse de son objectif, cette pratique peut dans certains cas être considérée comme agressive ou bien interprétée comme une tentative de manipulation.
La technique de la « requête négative » consiste à demander un surplus de critiques, plus spécifiques.
La technique de l’affirmation par le « Je » permettrait de formuler ses souhaits et ses opinions sans exprimer de jugement sur les autres points de vue.

### Analyse transactionnelle
Dans le point de vue de l’analyse transactionnelle, la position de vie de l’assertif correspond au « je suis OK, vous êtes OK » (relation idéale selon l’analyse transactionnelle). L’assertif postule le respect réciproque des opinions : ce n’est pas parce que moi j’aime telle chose que les autres ont tort de ne pas l’aimer.
Schéma ci-contre : Comportements humains et positions de vie
- Je suis OK, vous êtes OK : Assertivité
- Je suis OK, vous n’êtes pas OK : Agression (ou domination par la force) / Manipulation (ou domination par la ruse)
- Je ne suis pas OK, vous êtes OK : Soumission
- Je ne suis pas OK, vous n’êtes pas OK : Abandon

## Critiques de ces techniques
Selon certains auteurs, les techniques dites assertives sont parfois sujettes à caution si leur utilisation doit conduire à une forme de manipulation, ce qui serait en profonde contradiction avec le premier principe qui consiste justement à refuser ce comportement.
Si l’assertivité est l’art de la concession et du compromis, le fait de réduire l’assertivité à des « trucs et astuces » est parfois considéré comme une perversion du sens au risque de tomber dans la caricature. Créer des techniques ou méthodes à partir de l’assertivité présenterait donc le risque d’entrer en contradiction avec la définition même de l’assertivité.
Dans les années 1970 et 1980, alors que l’assertivité était populaire, certains participants de stages « devaient faire des choses révoltantes au nom de l’assertivité, comme répéter froidement à quelqu’un une demande jusqu’à ce qu’ils obtiennent ce qu’ils voulaient ».
Le philosophe Vincent Cespedes critique « l’assertivité érigée en dogme », « contrôle des effusions et bienséance des conflits : le nirvana managérial. Peu importe s’il fait les délices de chefs d’équipe pervers-manipulateurs, jusqu’à pousser des salariés au burn out, en toute courtoisie ».